# Azincourt
Azincourt (antiguamente Agincourt[cita requerida]) es una aldea francesa ubicada en el departamento de Paso de Calais, en la Francia septentrional.

## Demografía
| 227 | 220 | 210 | 228 | 250 | 273 |
| Para los censos de 1962 a 1999 la población legal corresponde a la población sin duplicidades (Fuente: INSEE [Consultar]) |     |     |     |     |     |

## Historia
Muy pequeña (290 hab. en 2006) y situada a 200 kilómetros de París y 75 al sudeste de Calais, Azincourt se encuentra junto a la autopista D928.
La aldea alcanzó celebridad en la Edad Media por la importantísima batalla de Azincourt (1415) que libraron en sus inmediaciones los ejércitos inglés y francés en el marco de la guerra de los Cien Años.

## Lugares de interés
Azincourt se encuentra muy cerca de la ciudad de Arrás, y su mayor atractivo turístico es el centro histórico medieval, situado en el ayuntamiento (frente a la iglesia) y dedicado al famoso hecho de armas ocurrido en la Edad Media.
Ofrece al visitante una interesante exposición audiovisual sobre la batalla, una colección de armas y armaduras, mosaicos y otros objetos recuperados del campo de batalla.
Si el visitante gusta de caminar, puede recorrer en menos de 5.000 metros toda la zona donde se combatió en 1415, atravesar el campo de batalla (que no ha cambiado nada en seis siglos) y llegar al Calvario, erigido entre las fosas comunes donde se enterraron a los muertos. Allí se encuentra un mapa de la batalla.
El turista puede regresar a Azincourt pasando por Maisoncelle, donde el rey inglés Enrique V pernoctó con su ejército antes de dirigirse al combate.